# Demi Schuurs
Demi Schuurs (* 1. August 1993 in Sittard) ist eine niederländische Tennisspielerin.

## Karriere
Schuurs, die im Alter von fünf Jahren mit dem Tennissport begann, bevorzugt laut ITF-Profil Rasenplätze. Sie spielt hauptsächlich Turniere auf dem ITF Women’s Circuit, bei denen sie bisher einen Einzel- und 20 Doppeltitel gewann.
Ihren ersten Sieg auf der WTA Tour errang Schuurs an der Seite von Angelique van der Meet beim Rasenturnier in Rosmalen, wo sie mit einer Wildcard bis in Runde zwei vorstießen. Im Jahr darauf scheiterte sie mit Doppelpartnerin Alison Van Uytvanck beim gleichen Turnier bereits in Runde eins. Im April 2015 errang sie mit Ysaline Bonaventure in Katowitz ihren ersten Turniersieg auf der WTA Tour. Im Juli folgte an der Seite von Oksana Kalaschnikowa WTA-Titel Nummer zwei. Ende September 2017 folgte ein weiterer Titel, ehe sie im Laufe der Saison 2018 fünf Doppeltitel gewann. Im Oktober 2018 erreichte sie mit Position 7 ihre bislang beste Platzierung in der Doppel-Weltrangliste.
2012 spielte sie erstmals für das niederländische Fed-Cup-Team.
Seit 2013 spielt Demi Schuurs für den TK Blau-Weiss Aachen, mit dem sie 2013 aus der 2. Bundesliga in die Bundesliga aufstieg und ab 2014 dort antritt.

## Turniersiege

### Einzel
| Nr. | Datum        | Turnier           | Kategorie   | Belag     | Finalgegnerin      | Ergebnis |
| --- | ------------ | ----------------- | ----------- | --------- | ------------------ | -------- |
| 1   | 2. März 2014 | Scharm El-Scheich | ITF $10.000 | Hartplatz | Emily Webley-Smith | 6:4, 6:2 |

### Doppel
| Nr. | Datum              | Turnier           | Kategorie         | Belag             | Partnerin            | Finalgegnerinnen                           | Ergebnis            |
| --- | ------------------ | ----------------- | ----------------- | ----------------- | -------------------- | ------------------------------------------ | ------------------- |
| 1.  | 31. Juli 2010      | Bree              | ITF $10.000       | Sand              | Sofie Oyen           | Marcella Koek Marina Melnikowa             | 6:0, 6:1            |
| 2.  | 21. August 2010    | Westende          | ITF $10.000       | Hartplatz         | Quirine Lemoine      | Irina Chromatschowa Alison Van Uytvanck    | 3:6, 6:4 [10:4]     |
| 3.  | 26. März 2011      | Antalya           | ITF $10.000       | Sand              | Ilona Kremen         | Martina Gledacheva Isabella Shinikova      | 3:6, 7:6(3), [10:8] |
| 4.  | 5. April 2012      | Tessenderlo       | ITF $25.000       | Sand (Halle)      | Maryna Zanevska      | Tatjana Malek Stephanie Vogt               | 6:4, 6:3            |
| 5.  | 13. Juli 2013      | Aschaffenburg     | ITF $25.000       | Sand              | Eva Wacanno          | Carolin Daniels Laura Schaeder             | 7:5, 1:6, [14:12]   |
| 6.  | 26. Juli 2013      | Maaseik           | ITF $10.000       | Sand              | Eva Wacanno          | Bernice van de Velde Kelly Versteeg        | 6:2, 4:6, [10:7]    |
| 7.  | 31. August 2013    | Rotterdam         | ITF $10.000       | Sand              | Amandine Hesse       | Elke Lemmens Sviatlana Pirazhenka          | 3:6, 7:5, [10:4]    |
| 8.  | 16. November 2013  | Bol               | ITF $10.000       | Sand              | Barbora Krejčíková   | Vivien Juhászová Tereza Máliková           | 6:2, 6:4            |
| 9.  | 14. Dezember 2013  | Madrid            | ITF $25.000       | Hartplatz         | Eva Wacanno          | Elitsa Kostova Jewgenija Rodina            | 6:1, 6:2            |
| 10. | 23. August 2014    | Wanfercée-Baulet  | ITF $15.000       | Sand              | Elise Mertens        | Tatiana Bua Daniela Seguel                 | 6:2, 6:3            |
| 11. | 29. August 2014    | Fleurus           | ITF $25.000       | Sand              | Arantxa Rus          | Hilda Melander Marina Melnikowa            | 6:4, 6:1            |
| 12. | 15. November 2014  | Scharm El-Scheich | ITF $25.000       | Hartplatz         | Marie Benoit         | Walentina Iwachnenko Polina Monowa         | 6:4, 7:5            |
| 13. | 6. Dezember 2014   | Sousse            | ITF $10.000       | Hartplatz         | Kelly Versteeg       | Vivien Juhászová Tereza Máliková           | 6:3, 6:0            |
| 14. | 7. Februar 2015    | Grenoble          | ITF $25.000       | Hartplatz (Halle) | Hiroko Kuwata        | Manon Arcangioli Cindy Burger              | 6:1, 6:3            |
| 15. | 26. Februar 2015   | Beinasco          | ITF $25.000       | Sand (Halle)      | Daniela Seguel       | Xenia Knoll Alice Matteucci                | 6:4, 4:6, [11:9]    |
| 16. | 11. April 2015     | Katowitz          | WTA International | Hartplatz (Halle) | Ysaline Bonaventure  | Gioia Barbieri Karin Knapp                 | 7:5, 4:6, [10:6]    |
| 17. | 18. Juli 2015      | Bukarest          | WTA International | Sand              | Oksana Kalaschnikowa | Andreea Mitu Patricia Maria Țig            | 6:2, 6:2            |
| 18. | 6. August 2015     | Koksijde          | ITF $25.000       | Sand              | Elise Mertens        | Justyna Jegiołka Sherazad Reix             | 6:3, 6:2            |
| 19. | 7. Mai 2016        | Cagnes-sur-Mer    | ITF $100.000      | Sand              | Andreea Mitu         | Xenia Knoll Aleksandra Krunić              | 6:4, 7:5            |
| 20. | 14. Mai 2016       | Saint-Gaudens     | ITF $50.000       | Sand              | Renata Voráčová      | Nicola Geuer Viktorija Golubic             | 6:1, 6:2            |
| 21. | 30. Juli 2016      | Prag              | ITF $75.000       | Sand              | Renata Voráčová      | Sílvia Soler Espinosa Sara Sorribes Tormo  | 7:5, 3:6, [10:4]    |
| 22. | 12. August 2016    | Koksijde          | ITF $25.000       | Sand              | Steffi Distelmans    | Başak Eraydın Ilona Kremen                 | 6:1, 6:4            |
| 23. | 23. September 2017 | Guangzhou         | WTA International | Hartplatz         | Elise Mertens        | Monique Adamczak Storm Sanders             | 6:2, 6:3            |
| 24. | 6. Januar 2018     | Brisbane          | WTA Premier       | Hartplatz         | Kiki Bertens         | Andreja Klepač María José Martínez Sánchez | 7:5, 6:2            |
| 25. | 13. Januar 2018    | Hobart            | WTA International | Hartplatz         | Elise Mertens        | Ljudmyla Kitschenok Makoto Ninomiya        | 6:2, 6:2            |
| 26. | 20. Mai 2018       | Rom               | WTA Premier 5     | Sand              | Ashleigh Barty       | Andrea Sestini Hlaváčková Barbora Strýcová | 6:3, 6:4            |
| 27. | 26. Mai 2018       | Nürnberg          | WTA International | Sand              | Katarina Srebotnik   | Kirsten Flipkens Johanna Larsson           | 3:6, 6:3, [10:7]    |
| 28. | 16. Juni 2018      | ’s-Hertogenbosch  | WTA International | Rasen             | Elise Mertens        | Kiki Bertens Kirsten Flipkens              | 3:3 Aufgabe         |
| 29. | 12. August 2018    | Montreal          | WTA Premier 5     | Hartplatz         | Ashleigh Barty       | Latisha Chan Jekaterina Makarowa           | 4:6, 6:3, [10:8]    |
| 30. | 29. September 2018 | Wuhan             | WTA Premier 5     | Hartplatz         | Elise Mertens        | Andrea Sestini Hlaváčková Barbora Strýcová | 6:3, 6:3            |
| 31. | 29. August 2020    | New York City     | WTA Premier 5     | Hartplatz         | Květa Peschke        | Nicole Melichar Xu Yifan                   | 6:1, 4:6, [10:4]    |
| 32. | 26. September 2020 | Straßburg         | WTA International | Sand              | Nicole Melichar      | Hayley Carter Luisa Stefani                | 6:4, 6:3            |
| 33. | 5. März 2021       | Doha              | WTA 250           | Hartplatz         | Nicole Melichar      | Monica Niculescu Jeļena Ostapenko          | 2:6, 6:2, [10:8]    |
| 34. | 11. April 2021     | Charleston        | WTA 500           | Sand              | Nicole Melichar      | Marie Bouzková Lucie Hradecká              | 6:2, 6:4            |
| 35. | 24. April 2022     | Stuttgart         | WTA 500           | Sand (Halle)      | Desirae Krawczyk     | Coco Gauff Zhang Shuai                     | 6:3, 6:4            |
| 36. | 23. April 2023     | Stuttgart         | WTA 500           | Sand (Halle)      | Desirae Krawczyk     | Nicole Melichar-Martinez Giuliana Olmos    | 6:4, 6:1            |
| 37. | 1. Juli 2023       | Eastbourne        | WTA 500           | Rasen             | Desirae Krawczyk     | Nicole Melichar-Martinez Ellen Perez       | 6:2, 6:4            |
| 38. | 17. Februar 2024   | Doha              | WTA 1000          | Hartplatz         | Luisa Stefani        | Caroline Dolehide Desirae Krawczyk         | 6:4, 6:2            |
| 39. | 20. Oktober 2024   | Ningbo            | WTA 500           | Hartplatz         | Yuan Yue             | Nicole Melichar-Martinez Ellen Perez       | 6:3, 6:3            |
| 40. | 15. März 2025      | Indian Wells      | WTA 1000          | Hartplatz         | Asia Muhammad        | Tereza Mihalíková Olivia Nicholls          | 6:2, 7:64           |
| 41. | 15. Juni 2025      | London            | WTA 500           | Rasen             | Asia Muhammad        | Anna Danilina Diana Schneider              | 7:5, 6:73, [10:4]   |

## Abschneiden bei Grand-Slam-Turnieren

### Doppel
| Turnier         | 2015 | 2016 | 2017 | 2018 | 2019 | 2020 | 2021 | 2022 | 2023 | 2024 | 2025 | Karriere |
| --------------- | ---- | ---- | ---- | ---- | ---- | ---- | ---- | ---- | ---- | ---- | ---- | -------- |
| Australian Open | —    | 1    | 1    | 1    | 1    | 2    | HF   | —    | VF   | VF   | AF   | HF       |
| French Open     | —    | —    | 1    | 1    | 2    | AF   | AF   | 2    | AF   | —    | AF   | AF       |
| Wimbledon       | —    | 1    | AF   | AF   | VF   |      | 1    | 2    | 2    | 1    | 2    | VF       |
| US Open         | 1    | —    | 2    | VF   | 2    | VF   | 1    | VF   | 2    | VF   |      | VF       |

Zeichenerklärung: S = Turniersieg; F, HF, VF, AF = Einzug ins Finale / Halbfinale / Viertelfinale / Achtelfinale; 1, 2, 3 = Ausscheiden in der 1. / 2. / 3. Hauptrunde; Q1, Q2, Q3 = Ausscheiden in der 1. / 2. / 3. Qualifikationsrunde; nicht ausgetragen

### Mixed
| Turnier         | 2017 | 2018 | 2019 | 2020 | 2021 | 2022 | 2023 | 2024 | 2025 | Karriere |
| --------------- | ---- | ---- | ---- | ---- | ---- | ---- | ---- | ---- | ---- | -------- |
| Australian Open | —    | AF   | AF   | —    | 1    | —    | AF   | AF   | AF   | AF       |
| French Open     | —    | VF   | 1    |      | HF   | AF   | 1    | —    | 1    | HF       |
| Wimbledon       | 1    | VF   | 2    |      | 2    | 1    | —    | 1    | 1    | VF       |
| US Open         | —    | 1    | VF   |      | VF   | 1    | VF   | 1    |      | VF       |